# ماجی جبران

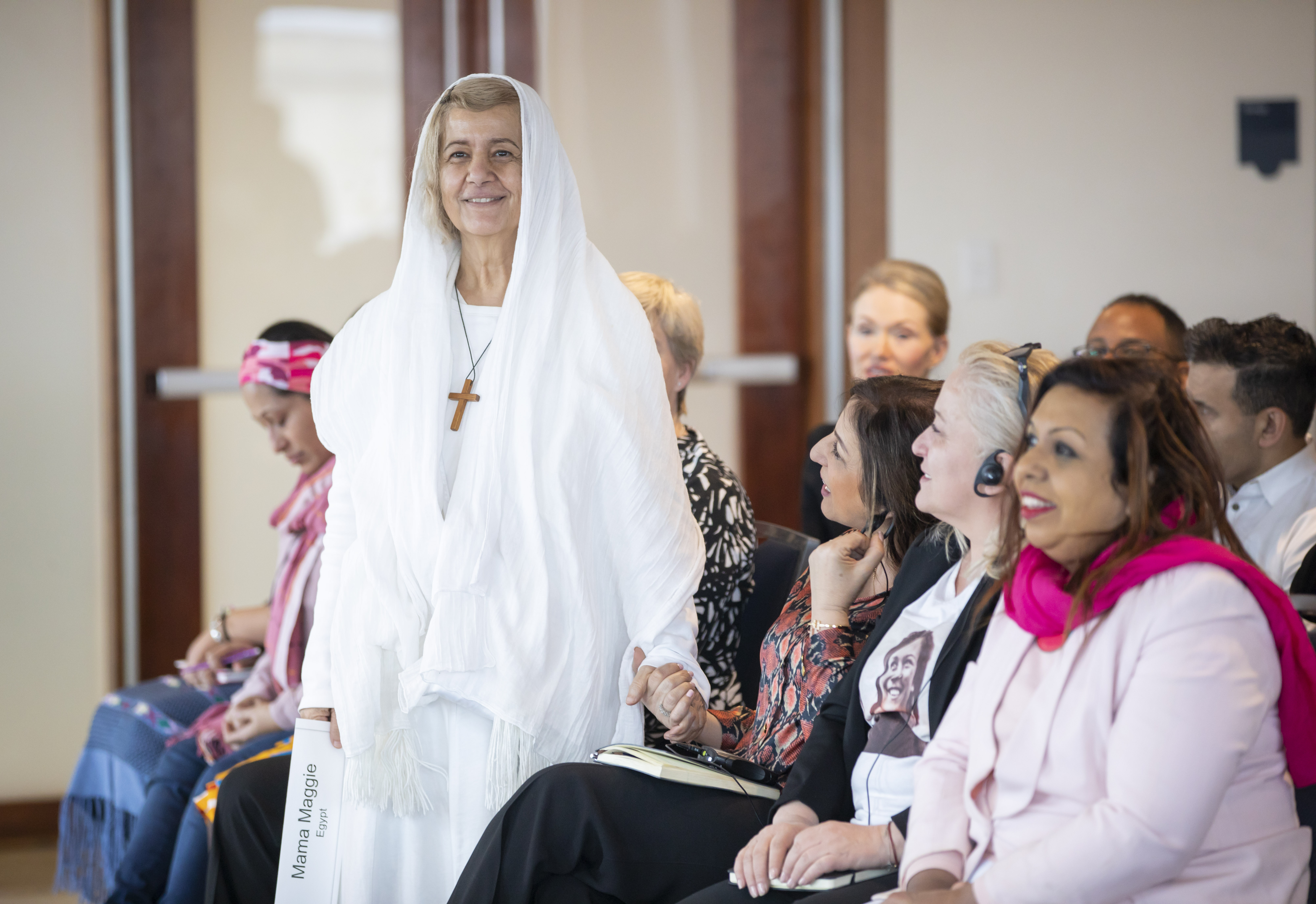
ماجی جبران و زنان شجاع بین‌المللی ۲۰۱۹

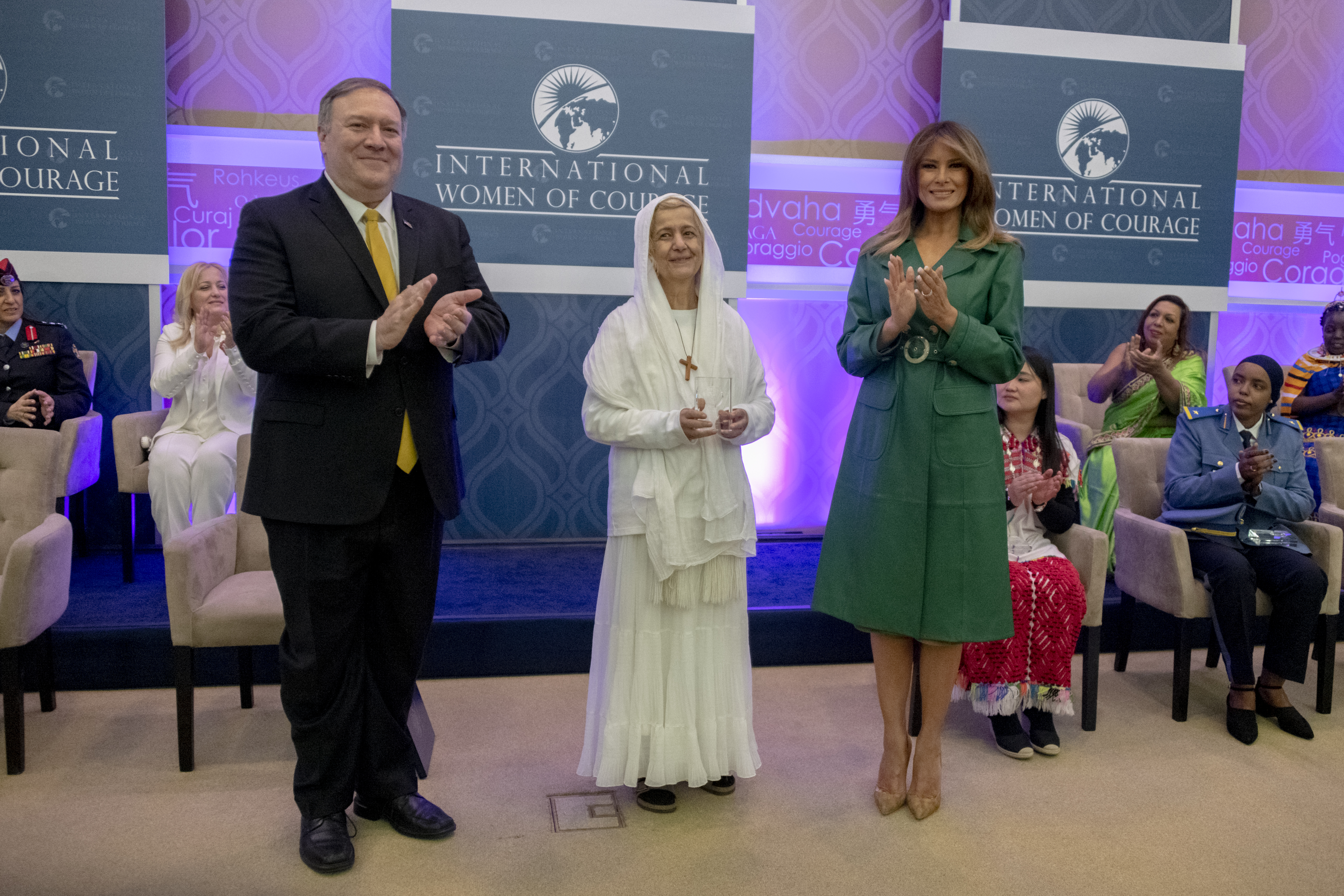
مادر ماجیه از مصر درحال دریافت جایزه بین‌المللی زنان شجاع ۲۰۱۹

ماجی جبران (انگلیسی: Maggie Gobran؛ زادهٔ ۱ ژانویهٔ ۱۹۴۹) یا مادر ماجیه راهبه اهل مصر است.
او بنیانگذار و مدیر عامل شرکت غیرانتفاعی استیفن کودکان در قاهره، مصر و همچنین استاد علوم رایانه در دانشگاه آمریکایی قاهره است. وی همچنین برندهٔ جوایزی همچون جایزه بین‌المللی زنان شجاع در سال ۲۰۱۲ شده‌است.